# شیامالا گوپالان
شیامالا گوپالان (انگلیسی: Shyamala Gopalan; ۷ آوریل ۱۹۳۸ – ۱۱ فوریهٔ ۲۰۰۹) دانشمند اهل ایالات متحده آمریکا بود که در زمینه زیست‌شناسی پزشکی و سرطان فعال بود. او مادر کامالا هریس معاون رئیس جمهور آمریکا در دوره ریاست جمهوری جو بایدن بود